# Float On
"Float On" is een nummer uit van de Amerikaanse R&B/soulgroep The Floaters uit 1977.
Het nummer is mede geschreven door James Mitchell van de groep The Detroit Emeralds.
Het is de eerste single van het debuutalbum Floaters en werd in meerdere landen een grote hit. Het stond zes weken op nummer één in de Amerikaanse Hot Soul Singles-hitlijst en bereikte de tweede plek in de Billboard Hot 100. Ook in de UK Singles Chart werd de eerste plaats gehaald.  en nummer vijf op de Irish Singles Chart. In de Nederlandse Top 40 werd de vijfde plek gehaald. De band bracht nog twee singles uit, waaronder een cover van "You Don't Have to Say You Love Me" die de Hot Soul Singles-lijst wisten te halen, maar de algemene hitlijsten werden niet meer meer gehaald, zowel niet in de Verenigde Staten als daarbuiten.
"Float On" is gecoverd door onder meer Stetsasonic en Full Force.

## NPO Radio 2 Top 2000
Float On stond alleen in 1999 in de NPO Radio 2 Top 2000, op plek 1647.